# LETA
LETA est la principale agence de presse lettone. Son siège se trouve à Rīga.

## Histoire
Elle est fondée en 1919 sous le nom Latopress peu après l'indépendance de la Lettonie. L'année suivante, le nom est changé en LTA lorsque l'agence de presse est placée sous l'autorité de l'agence télégraphique lettone. Le nom LETA est ensuite utilisée occasionnellement durant l'entre-deux-guerres
En 1940, lorsque la Lettonie est sous l'occupation soviétique, l'agence de presse passe sous l'autorité de la TASS (l'agence de presse soviétique). L'agence gardera ce statut jusqu'à la restauration de l'indépendance en 1991.
Durant l'occupation par l'Allemagne nazie, la LETA est dirigée par l'agence de presse allemande DNB.
À partir de 1971, elle est connue sous le nom Latinform. Le 31 mai 1990, le gouvernement letton restaure le nom LETA et l'indépendance de l'agence vis-à-vis de la TASS.
En 1997, l'agence LETA est privatisée par l'État letton.